# Char de Strettweg
Le char de Strettweg, également connu comme le char cultuel de Strettweg, est une œuvre d'art en bronze datée de l'époque hallstatienne, vers 650 av. J.-C. Il a été mis au jour en 1851 lors de travaux agricoles, au sein d'un tumulus princier à Strettweg, près de Judenburg, en Autriche. L'œuvre est composée d'une grande figure féminine centrale encadrée, devant et derrière, de deux groupes symétriques de figurines plus petites. La figurine centrale soutient une cuvette destinée à supporter un bassin rituel. L'ensemble est monté sur une réplique miniature d'un char à quatre roues. L'objet est aujourd'hui exposé à Graz, en Autriche.

## Découverte
Le char a été découvert lorsque, en septembre 1851, Ferdinand Pfeffer, un paysan de Strettweg, près de Judenburg en Styrie, éventra une tombe en labourant son champ. Un professeur de l'université de Graz, Matthias Robitsch, entendant parler de la découverte, entreprit de racheter les objets découverts par Ferdinand Pfeffer, avant de commencer en 1852 la fouille du site. La chambre funéraire de ce tumulus princier du VIIe siècle av. J.-C. contenait une urne à incinération. Le mobilier funéraire comprenait, outre le chariot cultuel, des éléments de harnachement de chevaux, des armes - notamment une hache et des fers de lance - et une douzaine de vases de bronze, dont un bassin étrusque. Il est également possible qu'un char à quatre roues du même type que celui de la sépulture de Hochdorf ou celui de la tombe de Vix se soit trouvé dans la tombe. L'ensemble funéraire est daté d'environ 600 av. J.-C., le char cultuel pouvant être, éventuellement, plus ancien d'un siècle.

## Contexte

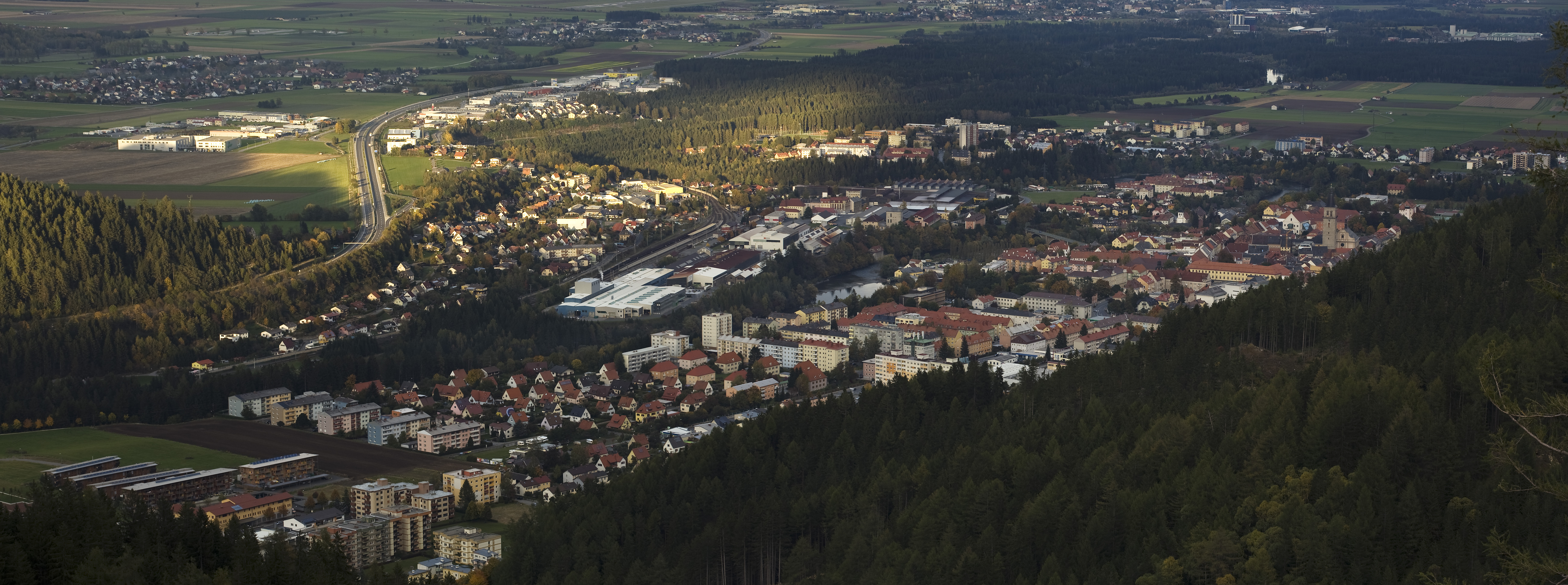
Vue actuelle de Judenburg et de Strettweg où a été découvert le char

Longtemps restée isolée, cette sépulture peut, depuis une série de fouilles menées de 2006 à 2013, être reliée à un établissement sur le Falkenberg proche et à une nécropole en contrebas, dont trois tumulus ont été fouillés, en plus de celui découvert par Ferdinand Pfeffer. Situées à la jonction entre les domaines hallstattiens orientaux et occidentaux, les tombes de Strettweg ont livré des éléments montrant une appartenance simultanée à ces deux cultures. Ainsi la présence, dans les tumulus fouillés, d'éléments de véritable char renvoie à la sphère occidentale du monde Hallstattien. A contrario, l'offrande d'un char cultuel supportant un bassin est une coutume du Hallstatt oriental.

## Description

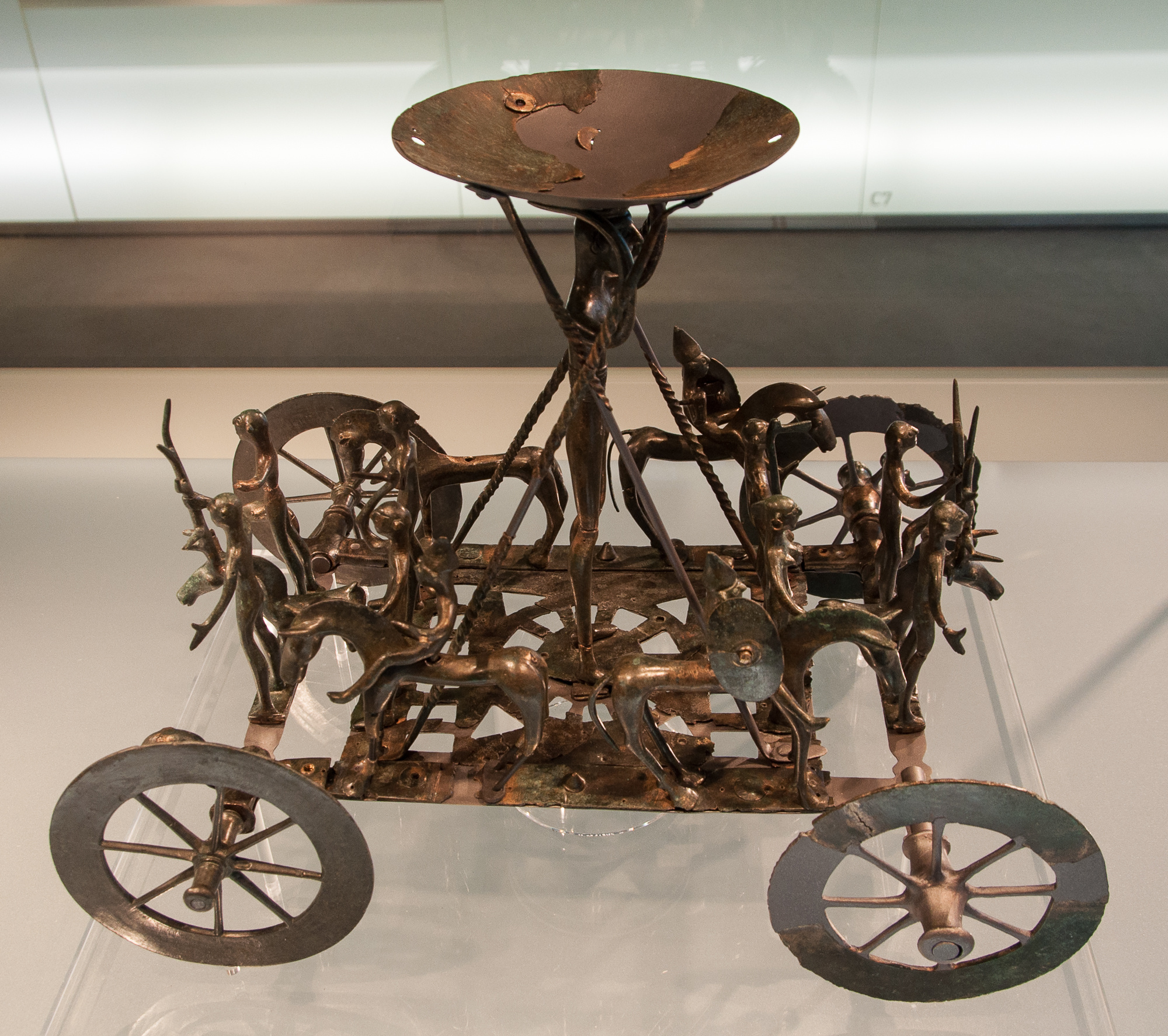
Le char de Strettweg vu du dessus

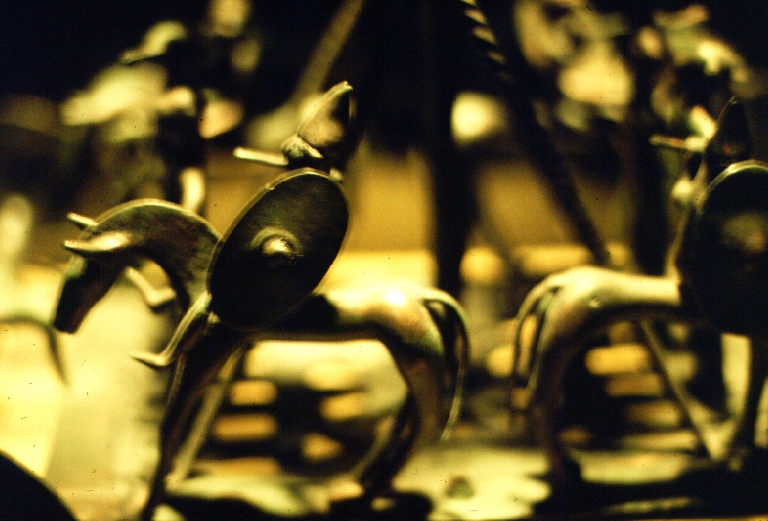
Détail de l'un des cavaliers

Le char de Strettweg est, pour l'époque, un exemple rare — voire unique — de composition sculptée au nord du monde méditerranéen. Il s'agit d'une plate-forme ajourée de 35 cm de long dotée de quatre roues à huit rayons. Vers l'avant et l'arrière pointent deux protomés assez stylisés, généralement considérés comme des bovins. Sur cette plate-forme, au centre, une figure féminine de 22,6 cm de haut maintient un support destiné à recevoir un bassin. Elle domine deux groupes identiques de six personnages et un animal, rivetés sur la plate-forme et disposés de manière symétrique, devant et derrière elle.
Les figurines de ces groupes, fabriquées, comme la grande figure féminine centrale, selon la technique de la cire perdue, montrent une scène rituelle ou mythique. La composition spatiale de chaque groupe s'articule autour de la figurine d'un cerf, représenté plus petit que nature, la tête surmontée d'une ramure surdimensionnée. Deux personnages sans caractères sexuels explicites sont disposés de part et d'autre du cerf et tiennent chacun un bois de sa ramure. Ces deux personnages et le cerf sont suivis d'un couple, un homme et une femme nus. L'homme, peut-être en érection et levant une hache de la main droite, est disposé à l'arrière gauche du cerf ; la femme, de l'autre côté, à l'arrière droite de l'animal. Le couple est encadré par deux figurines de cavaliers en armes, le bouclier tourné vers l'extérieur de la composition et la lance, ou le javelot, à l'intérieur, levé au-dessus de la tête, près à « piquer » une cible fictive.
La grande figure féminine centrale porte une ceinture ornée, clairement figurée autour de ses hanches. Elle tient sur sa tête, de ses deux mains levées, une coupe où s'ajuste un bassin. La coupe est également maintenue par quatre barres torsadées formant deux pieds en croix.
Des influences méditerranéennes peuvent avoir inspiré les créateurs de cette œuvre. Celle-ci est cependant manifestement de fabrication indigène.

## Conservation
L'ensemble des pièces composant le char est exposé au Musée universel de Joanneum de Graz, où elles ont subi en 2006 une campagne d'étude et de restauration destinée à corriger les effets des restaurations précédentes, parfois quelque peu fautives.

## Interprétation
La grande figurine centrale est généralement interprétée comme une Déesse Mère. Le cerf renvoie quant à lui à une iconographie relative au dieu Cernunnos et à une symbolique solaire. Les deux personnages qui tiennent ses bois sont assimilables à la version celtique des Dioscures.